# Joannie Rochette
Joannie Rochette (ur. 13 stycznia 1986 w Montrealu) – kanadyjska łyżwiarka figurowa, startująca w konkurencji solistek. Brązowa medalistka olimpijska z Vancouver (2010) i uczestniczka igrzysk olimpijskich (2006), wicemistrzyni świata (2009), 3-krotna medalistka mistrzostw czterech kontynentów oraz 6-krotna mistrzyni Kanady (2005–2010). Zakończyła karierę amatorską w 2010 r.

## Życie prywatne
Rochette urodziła się w Montrealu, ale dorastała w Île Dupas. Jest córką Thérèse Guèvremon i Normanda Rochette.
21 lutego 2010 r., na dwa dni przed występem Joannie na igrzyskach olimpijskich w Vancouver, jej matka Thérèse zmarła na atak serca w wieku lat 55 w szpitalu w Vancouver po przybyciu do miasta, aby obejrzeć olimpijski występ córki. Joannie zdecydowała się wystąpić pomimo rodzinnej tragedii i bijąc swoje wszystkie rekordy życiowe zdobyła brązowy medal dedykując swój sukces zmarłej mamie. Podczas pogrzebu w Berthierville, medal Joannie znajdował się przez jakiś czas na trumnie jej matki.
W listopadzie 2011 r. Rochette otrzymała dyplom ukończenia uczelni Collège André-Grasset na kierunku nauk przyrodniczych po siedmiu latach, choć w normalnym okolicznościach program jest realizowany w dwa bądź trzy lata. Jesienią 2015 r. ukończyła kurs przygotowawczy medycyny na McGill University i kontynuowała studia medyczne w 2016 r.
Oprócz tego była prelegentem podczas kampanii iheartmom na University of Ottawa Heart Institute, która zajmuje się uświadamianiem kobiet o chorobach serca. Pracuje także dla World Vision.

## Kariera
Joannie Rochette rozpoczęła naukę jazdy na łyżwach w wieku dwóch lat, gdy mama zaprowadziła ją na lodowisko. W sezonie 1999/00 wygrała tytuł mistrzyni Kanady w kategorii juniorów młodszych (Novice).
W 2000 r. zadebiutowała na międzynarodowych zawodach juniorskich zajmując 8. miejsce na mistrzostwach świata juniorów i biorąc udział w Junior Grand Prix. Oprócz tego zdobyła tytuł mistrzyni Kanady juniorów. W sezonie 2001/02 po raz pierwszy stanęła na podium Junior Grand Prix zajmując trzecie miejsce w JGP we Włoszech.
Zadebiutowała jako seniorka 9. miejscem na mistrzostwach czterech kontynentów 2002 oraz zdobywając brązowy medal mistrzostw Kanady seniorów. W sezonie 2002/03 zadebiutowała na mistrzostwach świata i uplasowała się na 17. miejscu. W kolejnym sezonie wygrała swoje pierwsze zawody seniorskie Bofrost Cup on Ice, a jej wyniki na innych zawodach ulegały progresowi. W sezonie 2004/05 Rochette zaczęła regularnie stawać na podium zawodów z cyklu Grand Prix. W finale Grand Prix zdobyła brązowy medal. Zdobyła też pierwszy tytuł mistrzyni Kanady rozpoczynając swoją sześcioletnią dominację na zawodach krajowych. W sezonie 2005/06 zadebiutowała na igrzyskach olimpijskich w Turynie. Zajęła 5. miejsce.

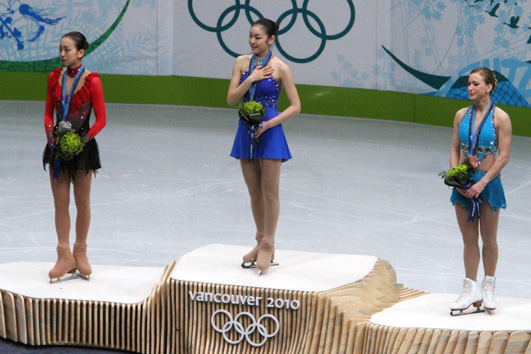
Na podium igrzysk olimpijskich w 2010, od lewej Asada, Kim i Rochette

W latach 2006–2010 wielokrotnie stawała na podium zawodów Grand Prix w tym trzykrotnie wygrywając Skate Canada International i raz Trophée Éric Bompard. Na mistrzostwach świata w 2009 r. w Los Angeles została wicemistrzynią świata tracąc do Koreanki Kim Yu-ny 16.42 pkt. W tym czasie zdobyła również trzy medale mistrzostw czterech kontynentów, brąz w 2007 r. oraz dwa srebra w roku 2008 i 2009.
W 2010 r. wystąpiła po raz drugi na igrzyskach olimpijskich. Jej występ stanął pod znakiem zapytania po informacji o śmierci jej matki, która przybyła do Vancouver na dwa dni przed konkursem. Joannie zdecydowała się kontynuować występ olimpijski i zadedykowała go swojej matce. Podczas konkursu solistek pobiła rekordy życiowe w programie krótkim 71.36 pkt, programie dowolnym 131.28 pkt i nocie łącznej 202.64 pkt. Lepsza od niej okazała się tylko Japonka Mao Asada i Koreanka Kim Yu-na, a Rochette zdobyła brązowy medal olimpijski i osiągnęła największy sukces w karierze. Została wybrana jako chorąży reprezentacji Kanady na ceremonię zakończenia Zimowych Igrzysk Olimpijskich 2010.
Zakończyła występy amatorskie po igrzyskach, okazjonalnie brała udział w drużynowych zawodach World Team Trophy. W grudniu 2010 r. Rochette została wybrana Spotsmenką roku według The Canadian Press. Pomimo tego, że w sezonie 2009/10 nie wystąpiła na mistrzostwach świata oraz nie wzięła udział w żadnych zawodach kolejnego sezonu to rozważała powrót do amatorskich zawodów. Jednak we wrześniu 2013 r. potwierdziła, że nie weźmie udziału w igrzyskach olimpijskich w Soczi w 2014 r., ale będzie pracowała na nich jako korespondentka stacji CBC.
W sierpniu 2017 r. Rochette została uhonorowana jako członek Hall of Fame Class of 2017.
Oprócz tego Rochette przez kilka lat kontynuowała występy w rewiach łyżwiarskich m.in. Stars on Ice, Art on Ice.

## Osiągnięcia
| Zawody                                | 98–99          | 99–00          | 00–01          | 01–02          | 02–03          | 03–04          | 04–05          | 05–06          | 06–07          | 07–08          | 08–09          | 09–10          | 10–11          | 11–12          | 13–14          |                |                |
| Międzynarodowe                        | Międzynarodowe | Międzynarodowe | Międzynarodowe | Międzynarodowe | Międzynarodowe | Międzynarodowe | Międzynarodowe | Międzynarodowe | Międzynarodowe | Międzynarodowe | Międzynarodowe | Międzynarodowe | Międzynarodowe | Międzynarodowe | Międzynarodowe | Międzynarodowe | Międzynarodowe |
| ------------------------------------- | -------------- | -------------- | -------------- | -------------- | -------------- | -------------- | -------------- | -------------- | -------------- | -------------- | -------------- | -------------- | -------------- | -------------- | -------------- | -------------- | -------------- |
| Igrzyska olimpijskie                  |                |                |                |                |                |                |                | 5              |                |                |                | 3              |                |                |                |                |                |
| Mistrzostwa świata                    |                |                |                |                | 17             | 8              | 11             | 7              | 10             | 5              | 2              |                |                |                |                |                |                |
| Mistrzostwa czterech kontynentów      |                |                |                | 9              | 8              | 4              |                |                | 3              | 2              | 2              |                |                |                |                |                |                |
| GP Finał Grand Prix                   |                |                |                |                |                |                | 3              |                |                |                | 4              | 5              |                |                |                |                |                |
| GP Cup of China                       |                |                |                |                |                |                | 3              |                |                |                |                | 3              |                |                |                |                |                |
| GP Cup of Russia                      |                |                |                |                |                | 4              |                |                |                | 3              |                |                |                |                |                |                |                |
| GP Skate Canada                       |                |                |                |                |                | 10             |                | 2              | 1              | 3              | 1              | 1              |                |                |                |                |                |
| GP Trophée Eric Bompard               |                |                |                |                |                |                | 1              | 4              | 4              |                | 1              |                |                |                |                |                |                |
| Bofrost Cup on Ice                    |                |                |                |                |                | 1              |                |                |                |                |                |                |                |                |                |                |                |
| Międzynarodowe: Kategorie młodzieżowe |                |                |                |                |                |                |                |                |                |                |                |                |                |                |                |                |                |
| Mistrzostwa świata juniorów           |                |                | 8              | 5              |                |                |                |                |                |                |                |                |                |                |                |                |                |
| JGP we Francji                        |                |                | 5              |                |                |                |                |                |                |                |                |                |                |                |                |                |                |
| JGP w Meksyku                         |                |                | 4              |                |                |                |                |                |                |                |                |                |                |                |                |                |                |
| JGP w Polsce                          |                |                |                | 5              |                |                |                |                |                |                |                |                |                |                |                |                |                |
| JGP we Włoszech                       |                |                |                | 3              |                |                |                |                |                |                |                |                |                |                |                |                |                |
| Mladost Trophy                        |                | 1 N            |                |                |                |                |                |                |                |                |                |                |                |                |                |                |                |
| Krajowe                               |                |                |                |                |                |                |                |                |                |                |                |                |                |                |                |                |                |
| Mistrzostwa Kanady                    | 15 N           | 1 N            | 1 J            | 3              | 2              | 2              | 1              | 1              | 1              | 1              | 1              | 1              |                |                |                |                |                |
| Zawody drużynowe                      |                |                |                |                |                |                |                |                |                |                |                |                |                |                |                |                |                |
| World Team Trophy                     |                |                |                |                |                |                |                |                |                |                | 2 T 2 P        |                |                |                |                |                |                |
| Japan Open                            |                |                |                |                |                |                |                | 2 T 2 P        | 3 T 3 P        |                |                | 2 T 1 P        | 2 T 1 P        | 1 T 2 P        | 2 T 2 P        |                |                |